# Fous ta cagoule
Singles de Fatal Bazooka
Parle à ma main
Pistes de T'as vu ?
T'as vu Viens bégère
Fous ta cagoule est une chanson de rap humoristique sortie en 2006, premier single du groupe de rap parodique français Fatal Bazooka, mené par Michaël Youn ; ce titre fait partie de l'album T'as vu ?, sorti en 2007.
Dans cette chanson, le groupe s'amuse à transposer le style urbain dans le cadre des montagnes neigeuses de la Savoie, en y caricaturant certains rappeurs français. Le clip tiré de la chanson est réalisé par Nicolas Benamou.
En janvier 2007, le single se place en tête des ventes de disques en France,, se vendant à plus de 550 000 exemplaires.

## Description
Deux rappeurs ont froid alors qu'ils sont en train d'évoluer dans le Pays de Savoie. Pour éviter d'attraper un rhume, ils mettent une cagoule et intiment aux autres de faire de même, de manière humoristique.

## Parodies
Cette chanson, par son franc succès et sa large diffusion sur les chaînes musicales et sur Internet, a fait l'objet de plusieurs parodies :
- À la date de Noël 2006, les pompiers de l'Aéroport international de Genève tournent un clip vidéo parodiant la chanson Fous ta cagoule, sur le tarmac de l’aéroport et dans leur quartier général alors que leur chef était absent. Cette vidéo, intitulée Fatal SSA, Fous ta cagoule (aussi connue sous Fous ta cagoule, pompier), rencontre un grand succès sur Internet. Les auteurs et acteurs ont par la suite été réprimandés pour s'être servis du matériel et pour avoir porté atteinte à l'image des pompiers[3].
- À l'occasion du Sidaction 2007, les animateurs de l'émission de radio le Morning du Mouv' créent une parodie de la chanson, Fous ta capote[4].
- Début 2007, l'animateur de radio Romano qui officie sur Skyrock aux côtés de Difool dans l'émission la Radio libre le soir, et dans le Morning du matin, réalise une parodie de Fous ta cagoule, intitulée Fous ta perruque, en featuring avec Arnaud, un auditeur qui avait composé les paroles de celle-ci.
- Un véritable groupe de rap savoyard, « Posse 33 », a tourné un clip en réponse du tube de Fatal Bazooka, intitulé J'fous ma cagoule où ils critiquent en particulier Michaël Youn qui, selon eux, se moque d'eux.
- Fatal Bazooka lui-même fait un détournement de sa propre chanson, dans l'album T'as vu ?, avec la chanson Crêpes au froment où la cagoule est remplacée par des crêpes au froment de Bretagne pour remédier à la malbouffe.
- En 2020  un présentateur de radio suisse a voulu parodier Michael Youn en se nommant « FATAL CORONA », avec une musique intitulée Tu fous ton masque  qui surfe sur l'épidémie du COVID-19.